# Ježek (pivo)
Ježek je značka piva vyráběného v pivovaru Jihlava. Specialitou jihlavského pivovaru je sváteční pivo vyráběné k příležitosti svátků. 
Jméno Ježek je odvozeno od znaku města Jihlavy, na němž se ježek vyskytuje. Jméno městu dala stejnojmenná řeka, název řeky mohl vzniknout z germánského igulaha (ježový potok), nebo slovanského jehla (ostré kamení v říčním korytu).

## Druhy piva značky Ježek
- Ježek 10° (4,2 % vol.) šenkovní světlé pivo
- Ježek 11° (4,8 % vol.) světlý ležák
- Ježek Dukla 12° (5,1 % vol.) světlý ležák
- Ježek Kvasnicový (4,9 % vol.) světlý nefiltrovaný kvasnicový ležák